# Qeshlāq-e Khāneh-ye Barq
Qeshlāq-e Khāneh-ye Barq är en ort i Iran.   Den ligger i provinsen Östazarbaijan, i den nordvästra delen av landet, 500 km väster om huvudstaden Teheran. Qeshlāq-e Khāneh-ye Barq ligger 1 300 meter över havet och antalet invånare är 841.
Terrängen runt Qeshlāq-e Khāneh-ye Barq är huvudsakligen platt, men söderut är den kuperad.Runt Qeshlāq-e Khāneh-ye Barq är det ganska tätbefolkat, med 90 invånare per kvadratkilometer. Närmaste större samhälle är Bonāb, 5,9 km nordväst om Qeshlāq-e Khāneh-ye Barq. Trakten runt Qeshlāq-e Khāneh-ye Barq består i huvudsak av gräsmarker.